# Fernando Gazzani
Juan Fernando Erasmo Gazzani García del Real (Lima, 30 de mayo de 1864 - ibídem, 13 de febrero de 1945) fue un periodista, político y diplomático peruano. Fue Canciller o Ministro de Relaciones Exteriores del Perú de 1914 a 1915.

## Biografía
Sus padres fueron Valentín Gazzani y Melchora García del Real. Fue diputado suplente por la provincia de Jaén, y suplente y titular por la provincia de Chota y senador por el departamento de Amazonas.
Fue elegido para formar parte del gabinete conformado por el coronel Óscar R. Benavides, cuando éste asumió la presidencia provisoria del Perú, tras el golpe de Estado contra Guillermo Billinghurst. Se le encomendó el portafolio de Relaciones Exteriores, que desempeñó del 15 de mayo de 1914 a 17 de febrero de 1915. Durante su período estalló la guerra europea, que luego se convirtió en la Primera Guerra Mundial. La política peruana al respecto fue de una estricta neutralidad, que se cumpliría durante los dos primeros años del desarrollo de ese conflicto. Más cercanamente, en el ámbito continental, continuaron interrumpidas las relaciones diplomáticas con Chile, país que continuaba con su desalmada política de chilenización de las provincias peruanas cautivas de Tacna y Arica. Pero Gazzani cometió un error cuando gestionó ante la cancillería chilena la expulsión de Guillermo Billinghurst y Augusto Durand del territorio de Tacna y Arica, lo que fue interpretado en el país vecino y en muchos sectores del Perú como un reconocimiento de la soberanía chilena en dicho territorio. En el Senado se interpeló a Gazzani en una ardoroso sesión secreta, realizada el 8 de enero de 1915, rechazándose finalmente la moción de censura.
Tanto Billinghurst como Durand eran acusados de actividades conspiradoras, y Gazzani expuso en el Congreso los documentos probatorios. El senador Juan Durand, hermano de Augusto, negó tales pruebas; la polémica derivó en un espectacular duelo entre Gazzani y Juan Durand. Poco después, Gazzani dimitió junto con sus colegas ministros en pleno.
Posteriormente llegó a ser presidente del Banco Central de Reserva del Perú. Falleció a la avanzada edad de 80 años.